# Martha Lake
Martha Lake az Amerikai Egyesült Államok északnyugati részén, Washington állam Snohomish megyéjében elhelyezkedő település.
Martha Lake önkormányzattal nem rendelkező, úgynevezett statisztikai település; a Népszámlálási Hivatal nyilvántartásában szerepel, de közigazgatási feladatait Snohomish megye látja el. A 2020. évi népszámlálási adatok alapján 21 129 lakosa van.

## Népesség
A település népességének változása:
| Lakosok száma | 12 633 | 15 473 | 21 660 |
|               | 2000   | 2010   | 2020   |